# Pilea nerteroides
Pilea nerteroides är en nässelväxtart som beskrevs av Ellsworth Paine Killip. Pilea nerteroides ingår i släktet pileor, och familjen nässelväxter. Inga underarter finns listade i Catalogue of Life.